# Pongamia pinnata
Pongamia pinnata är en ärtväxtart som först beskrevs av Carl von Linné, och fick sitt nu gällande namn av Jean Baptiste Louis Pierre. Pongamia pinnata ingår i släktet Pongamia och familjen ärtväxter. Inga underarter finns listade i Catalogue of Life.

## Bildgalleri

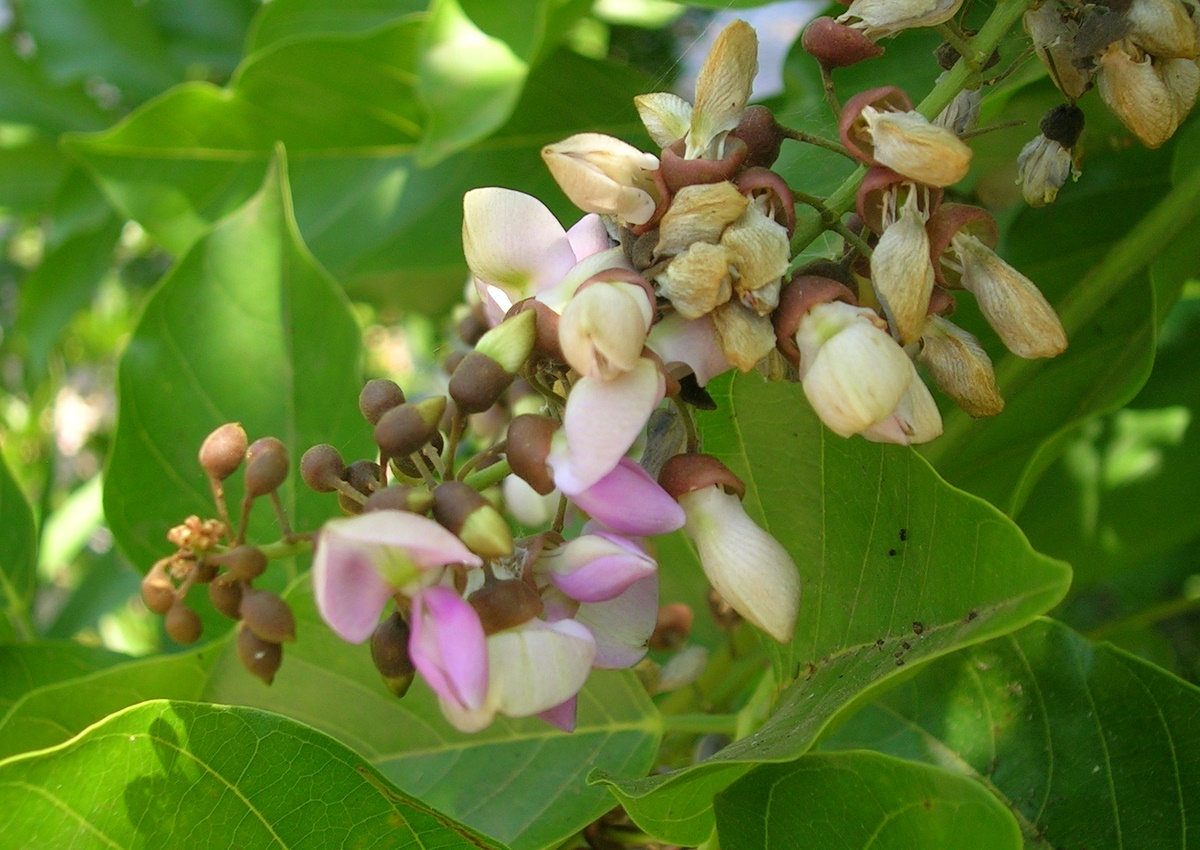
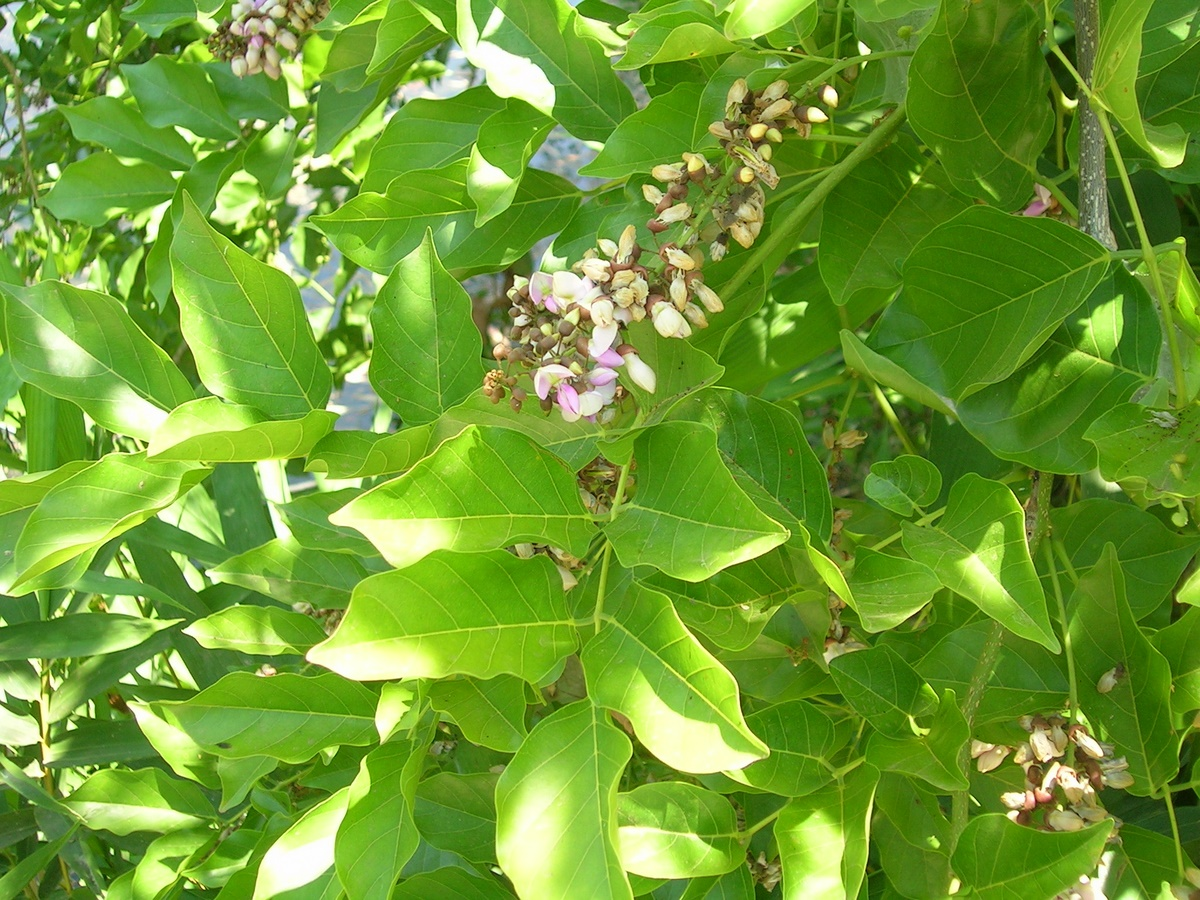
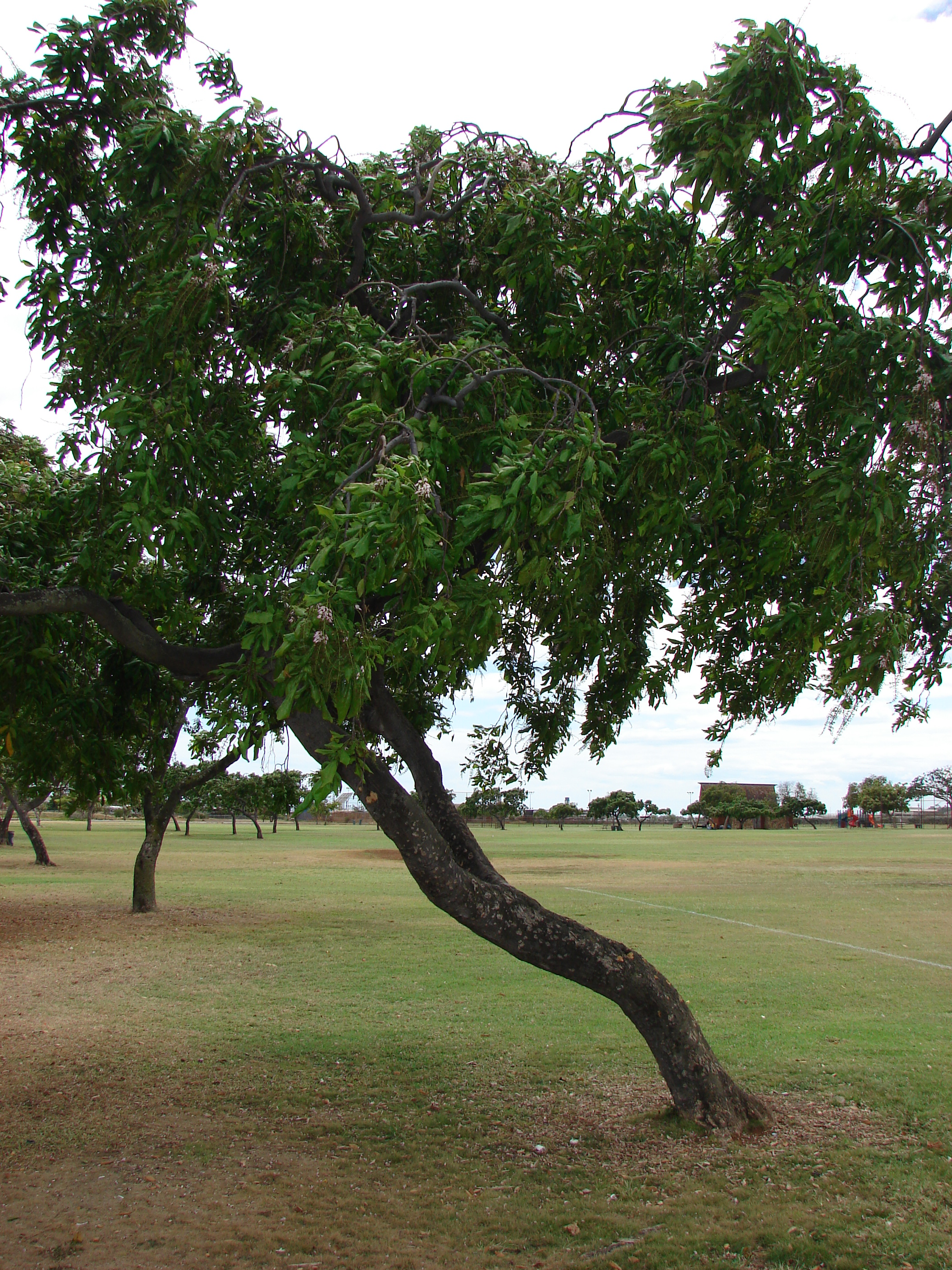
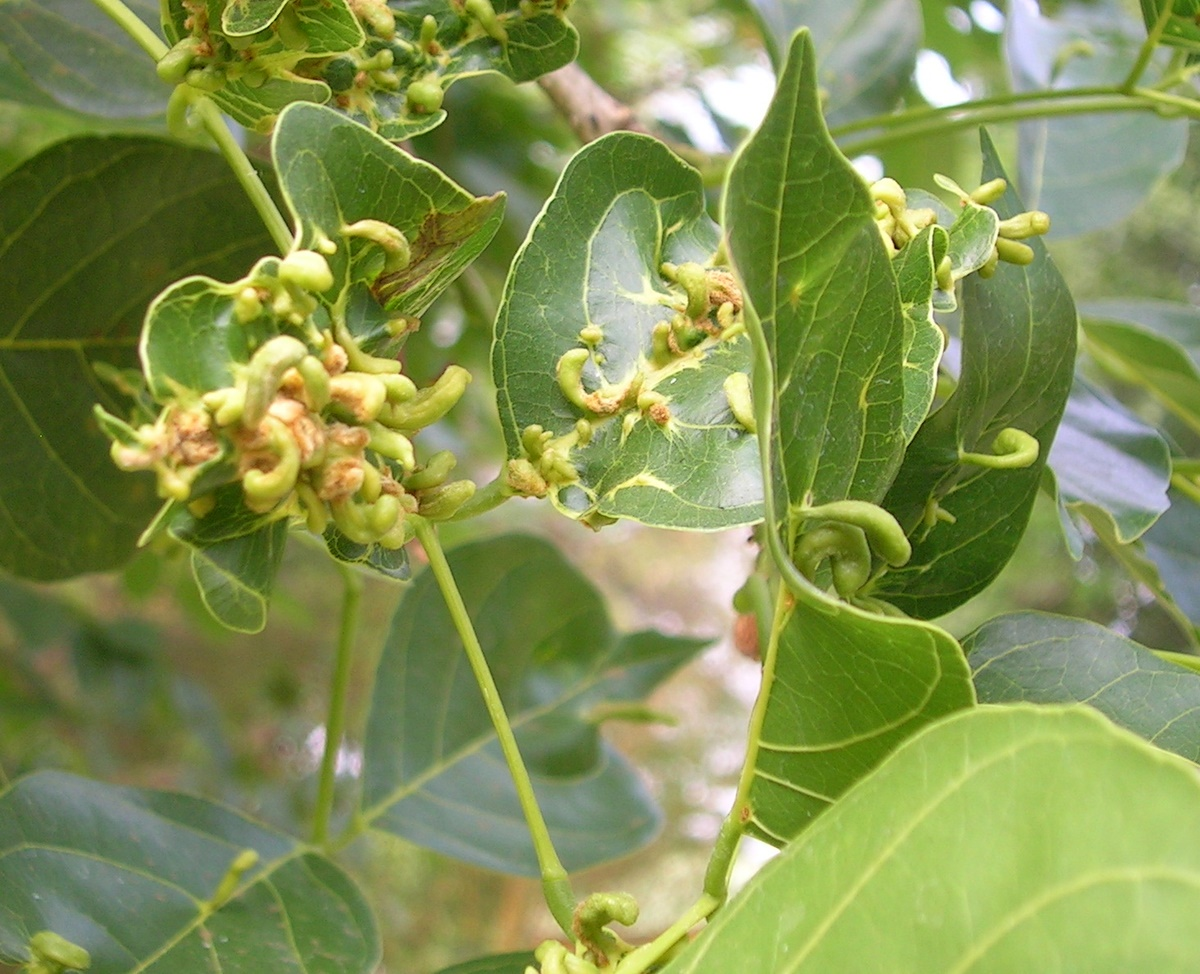
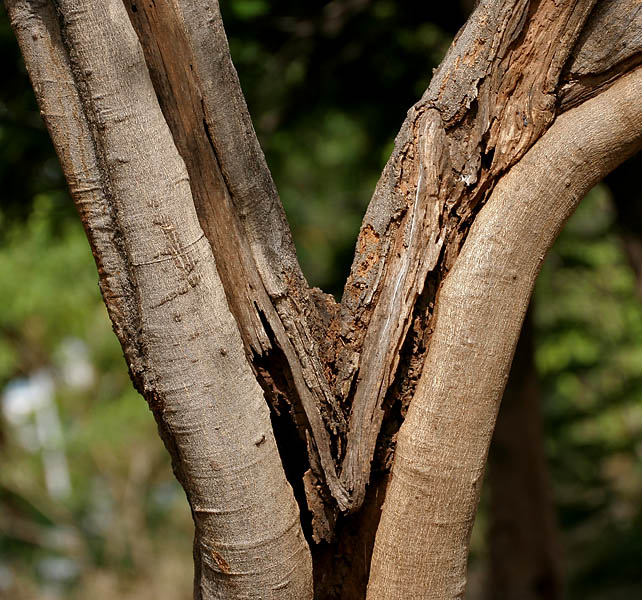
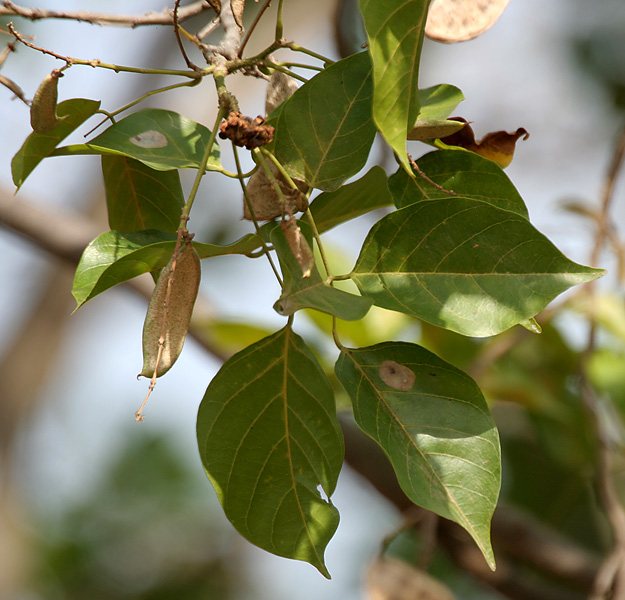